# Frontière entre la Californie et l'Oregon
La frontière entre la Californie et l'Oregon est une frontière intérieure des États-Unis délimitant les territoires de la Californie au sud et l'Oregon au nord.
Celle-ci suit le tracé du 42e parallèle nord de l'océan Pacifique jusqu'à son intersection avec le 120e méridien ouest.
Cette limite fut établie par le traité d'Adams-Onís signé en 1819 entre les États-Unis et l'Espagne, afin de démarquer entre la frontière l'Oregon Country et la Nouvelle-Espagne (province de Haute-Californie). Le 42e parallèle nord marque ainsi aussi les frontières entre le Nevada et l'Oregon, entre le Nevada et l'Idaho et entre l'Idaho et l'Utah.

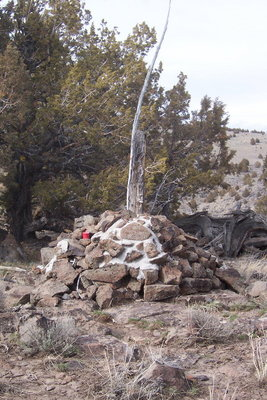
Le Boundary Post California Nevada Oregon Monument dressé en 1872 lors du bornage de Alexey W. Von Schmidt

La frontière terrestre est longue d'environ 350 km. Elle débute à l'ouest juste au sud du débouché dans l'océan Pacifique de la Winchuck River (en). Elle traverse la forêt nationale de Rogue River-Siskiyou et marque la limite nord de la celle de Six Rivers. La frontière se termine à l'est au tripoint avec le Nevada. 